# Lê An
Lê An hay Lê Văn An (16 tháng 12 năm 1936 – 28 tháng 2 năm 2021) là một sĩ quan cao cấp của Quân đội nhân dân Việt Nam, hàm Trung tướng, nguyên Phó tư lệnh, Tham mưu trưởng Quân khu 5, Giám đốc Học viện Lục quân, đại biểu Quốc hội Việt Nam khóa IX.

## Cuộc đời
Lê An sinh ngày 16 tháng 12 năm 1936 tại xã Hoài Hảo, thị xã Hoài Nhơn, tỉnh Bình Định. Ông nhập ngũ từ đầu năm 1954 và là lính của Tiểu đoàn 8 thuộc Trung đoàn 84, Tỉnh đội Bình Định. Một năm sau, ông trở thành Tiểu đội trưởng thuộc Tiểu đoàn 3 của Trung đoàn Pháo binh 954 thuộc Sư đoàn 351. Sau 2 năm được đào tạo tại Trường Sĩ quan Pháo binh, đến tháng 10 năm 1959, ông trở thành Trung đội trưởng thuộc Tiểu đoàn 2, Lữ đoàn 378 pháo binh. Tháng 5 năm 1962, ông được điều làm Trợ lý trinh sát Trung đoàn 204, Sư đoàn 351, và trở thành Trợ lý trinh sát của Sư đoàn vào tháng 6 năm sau. Từ tháng 5 năm 1965 đến tháng 12 năm 1975, ông trải qua nhiều chức vụ như Đại đội trưởng, Tiểu đoàn trưởng, Trung đoàn phó Quân sự và Trung đoàn trưởng trên Mặt trận B3 (mặt trận Tây Nguyên).
Tháng 1 năm 1976, ông được bổ nhiệm làm Tham mưu trưởng Trường Quân chính thuộc Quân khu 5. Đến tháng 9 năm 1979, ông trở thành Tham mưu phó kiêm Trưởng phòng Tác chiến của Quân khu 5. Sau một năm học tại Học viện Quân sự cấp cao, ông được bổ nhiệm làm Sư đoàn trưởng Sư đoàn 307 thuộc Mặt trận 579, Quân khu 5, tham gia chiến đấu tại chiến trường Campuchia trong Chiến tranh biên giới Tây Nam. Đến tháng 6 năm 1984 thì ông trở thành Phó tư lệnh kiêm Tham mưu trưởng của Mặt trận. 2 năm sau, ông được bổ nhiệm làm Phó tư lệnh kiêm Tham mưu trưởng của Quân khu 5. Trong thời gian này, ông được thăng quân hàm Thiếu tướng và cử sang Liên Xô học chỉ huy quân sự tại Học viện Voroshilov. Tháng 7 năm 1995, ông được bổ nhiệm làm Giám đốc Học viện Lục quân sau 1 năm đảm nhiệm vị trí Phó giám đốc và được thăng quân hàm Trung tướng.
Tháng 11 năm 2000, ông được về hưu theo chế độ. Đến ngày 28 tháng 2 năm 2021, ông qua đời tại nhà riêng, hưởng thọ 84 tuổi.

## Khen thưởng
- Huân chương Quân công hạng Ba.[10]
- Huân chương Chiến công hạng Nhất, Ba.
- Huân chương Kháng chiến chống Mỹ, cứu nước hạng Nhất.
- Huân chương Vì nghĩa vụ quốc tế do Nhà nước Campuchia trao tặng.
- Huân chương Chiến sĩ giải phóng hạng Nhất, Nhì, Ba.[11]
- Huân chương Chiến sĩ vẻ vang hạng Nhất, Nhì, Ba.
- Huy chương Quân kỳ Quyết thắng.

## Lịch sử thụ phong quân hàm
| Năm thụ phong | –      | 1988        | 1994        |
| ------------- | ------ | ----------- | ----------- |
| Cấp bậc       | Đại tá | Thiếu tướng | Trung tướng |